# Emmaus
Emmaus es un borough ubicado en el condado de Lehigh en el estado estadounidense de Pensilvania. En el año 2000 tenía una población de 11,313 habitantes y una densidad poblacional de 1,513.1 personas por km².

## Geografía
Emmaus se encuentra ubicado en las coordenadas 40°32′13″N 75°29′45″O / 40.53694, -75.49583.

## Demografía
Según la Oficina del Censo en 2000 los ingresos medios por hogar en la localidad eran de $44,181 y los ingresos medios por familia eran $54,120. Los hombres tenían unos ingresos medios de $38,659 frente a los $25,331 para las mujeres. La renta per cápita para la localidad era de $23,245. Alrededor del 3.5% de la población estaba por debajo del umbral de pobreza.